# 퍼시픽 리그
퍼시픽 리그(영어: Pacific League, 일본어: パシフィック・リーグ 또는 약칭 パ・リーグ 파 리그[*])는 일본에서 운영되고 있는 두 개의 프로 야구 상위 리그 가운데 하나이다. 1950년에 기존 단일 리그에서 두 개의 리그로 분리될 당시 새 구단 가맹을 찬성하였던 팀을 비롯해 7개 팀으로 창설되었다. 센트럴 리그와는 달리 퍼시픽 리그가 주관한 경기에서는 지명 타자 제도를 인정하고 있다.
정식 명칭은 일본 프로 야구 조직 퍼시픽 리그 운영부(日本プロ野球組織 パシフィック・リーグ運営部)이며 또는 약칭 파 리그(パ・リーグ)라고 불린다.

## 연혁

### 퍼시픽 리그의 출범
1950년에 새 구단의 가맹 문제를 두고 시비가 생겨 일본 야구 연맹이 분열됐을 당시 가맹을 찬성하였던 난카이 호크스(南海ホークス, 현재의 후쿠오카 소프트뱅크 호크스), 도큐 플라이어스(東急フライヤーズ, 현재의 홋카이도 닛폰햄 파이터스), 다이에이 스타스(大映スターズ 후의 다이에이 유니온스), 한큐 브레이브스(阪急ブレーブス, 현재의 오릭스 버펄로스)와 새 구단인 마이니치 오리온스(毎日オリオンズ, 현재의 지바 롯데 마린스), 긴테쓰 펄스(近鉄パールス, 후의 오사카 긴테쓰 버펄로스), 니시테쓰 클리퍼스(西鉄クリッパース, 현재의 사이타마 세이부 라이온스)가 가세하여, 도합 7개 구단으로 태평양 야구 연맹(太平洋野球連盟)이 발족됐다.

### 1950년대: 여명기
이 시대에는 난카이와 니시테쓰의 황금 시대로, 양자의 대결은 ‘황금 카드’라고까지 불리면서 1959년에는 센트럴 리그와의 관객 동원수를 놓고 경쟁했던 적도 있었다. 그 한편으로는 홀수 구단에 의한 경기 일정의 불편을 피하기 위해서 1954년 시즌 개막 전에는 다카하시 유니온스(高橋ユニオンズ)가 연맹에 가입하여 8개 구단이 됐다. 다카하시 유니온스는 1954년부터 1956년까지 3년 연속으로 시즌에 참가한 후에 1957년 2월 다이에이 스타스와 합병되어(다이에이 유니온스로 변경) 7개 구단이 됐다. 여기에 1957년 시즌 종료 후 다이에이가 마이니치와 통합이 되면서 마이니치 다이에이 오리온스(毎日大映オリオンズ), 통칭 다이마이(大毎) 오리온스가 되어 6개 구단으로 감소하였다. 1980년에 들어와 연맹의 이름이 현재의 퍼시픽 야구 연맹(パシフィック野球連盟)으로 바뀌었다.

### 1960년대: 쇠퇴기
1960년대의 텔레비전 보급은 텔레비전 방송국과 관련된 회사를 갖고 있는 요미우리 자이언츠를 중심으로 센트럴 리그의 인기를 높였지만, 대중 매체를 모체로 갖고 있지 않는 퍼시픽 리그에는 역풍을 맞았다(마이니치 신문은 1960년 11월에 다이마이 오리온스의 경영에서 손을 뗐다). 그런 가운데 다이마이의 구단주가 된 나가타 마사이치는 사재를 털어 1962년 도쿄 미나미센주에 ‘도쿄 스타디움’을 완성시켰지만 그럼에도 불구하고 퍼시픽 리그의 활성화에는 갈 길이 멀어보였다.

### 1970년대: 암흑 시대
1969년 시즌 종료 후에 발생한 검은 안개 사건은 니시테쓰 라이온스에게 정신적인 피해를 주면서 퍼시픽 리그 전체의 이미지가 추락했다(니시테쓰는 1972년에 라이온스를 나카무라 나가요시에게 인수하여 매각). 또 영화 산업의 쇠퇴로 인해 구단을 지원하는 경영 능력이 없어지면서 다이에이(나가타 마사이치 → 나카무라 나가요시) → 롯데, 도에이 → 닛타쿠홈 → 닛폰햄과의 구단 매각이 잇따랐다(1973년 일본 프로 야구 재편 문제를 참조). 그리고 1975년에는 퍼시픽 리그의 관객 동원수가 센트럴 리그의 약 3분의 1에까지 침체됐다. 퍼시픽 리그 관계자는 이 침체를 타파하기 위해 2시즌제 채택(1973년 ~ 1982년), 지명타자 제도 채택(1975년 ~ 현재) 등 여러 가지 새로운 변화를 시도했다. 퍼시픽 리그의 침체상은 컴퓨터 게임에도 반영돼 닌텐도가 1983년에 발매한 베이스볼의 경우는 대표적인 사례를 들 수 있다.

### 1980년대: 세이부 라이온스 황금 시대
1978년, 니시테쓰로부터 인수를 받았지만 경영난에 시달리고 있던 나카무라 나가요시로부터 라이온스를 인수한 세이부 그룹은 구단 경영에 혁명을 일으킨다. 메이저 리그와 같은 수준이라고 한 세이부 라이온스 구장의 건설, 팬 서비스의 충실, 돈을 아낌없이 사용하는 선수 보강 등의 그러한 시책들이 공을 세워 많은 관중이 몰려들어 1980년대에는 5차례의 일본 시리즈 우승을 달성해(1982년 ~ 1983년, 1986년 ~ 1988년) ‘야구계의 신 맹주’라고까지 불리게 된다. NHK 뿐만 아니라 민영방송사도 요미우리 경기 일변도로부터 세이부의 경기도 방송하게 되었다. 또 그 무렵에는 기요하라 가즈히로, 아와노 히데유키, 니시자키 유키히로 등 간판 선수들이 퍼시픽 리그에 등장하면서 인기를 끌게 됐다.
그 한편으로 같은 철도사업자인 난카이와 한큐는 “프로 야구단을 가지는 사명은 끝냈다”라고 선언하여 다이에와 오릭스에 매각을 단행했다. 또 1980년에 명칭을 퍼시픽 야구 연맹(パシフィック野球連盟)으로 변경했다.

### 1990년대: 이치로 & 돔 구장 시대
1994년에 혜성과 같이 등장한 이치로는 1시즌 200개의 안타를 넘는 대활약으로 팬들의 인기를 모았다. 또 이치로가 소속된 오릭스도 1995년에 한신·아와지 대지진이 발생한 이후 부흥의 상징으로서 팬들로부터의 후원도 있어 1995년과 1996년에 2년 연속으로 리그 우승을 달성했다. 이치로 뿐만 아니라 노모 히데오, 마쓰자카 다이스케 등 간판급 선수들이 데뷔했던 것도 요즘이다. 또 1990년대는 후쿠오카 돔, 오사카 돔, 세이부 돔 등 퍼시픽 리그의 홈구장들이 잇따라 돔 구장이 되면서 닛폰햄을 포함하면 6개 구단 가운데 4개 구단이 돔 구장을 홈구장으로 사용하게 됐다. 이러한 상승 효과에 의해 퍼시픽 리그의 관객 동원 수가 늘어나면서 센트럴 리그의 70%대에까지 상승하게 된다.

### 2000년대: 지역 밀착 & IT시대
1999년 후쿠오카 다이에 호크스의 일본 시리즈 우승과 이듬해 2000년에도 리그 연패를 달성하는 등 ‘지역 밀착 구단’의 성공한 사례로서 야구계에 큰 임펙트를 주었고 이것이 그 후 닛폰햄이 지역 밀착형 구단을 목표로 해서 홋카이도에 이전하는 큰 계기가 됐다(이전과 함께 구단명도 ‘홋카이도’가 붙여졌다). 단지 요즘에는 아직 지역 밀착에 대해서는 그다지 주목을 받지 않았고 롯데도 1992년에 가나가와현 가와사키시에서 지바현으로 이전한 후에 구단명도 ‘지바’를 붙이는 등 특단의 조치는 있었지만 오랜 세월의 침체로 인해 관객 동원수도 부진했다.
지역 밀착이 본격적으로 주목받게 된 계기는 2004년 6월에 오사카 긴테쓰 버펄로스와 오릭스 블루웨이브의 합병이 돌연 발표됐다. 이 일로 인해 일시적으로 리그 존속에 위기를 맞이하는 상황으로 치달았으나 라쿠텐(도호쿠 라쿠텐 골든이글스)과 라이브도어(센다이 라이브도어 피닉스)가 리그의 신규 참가에 나서 같은 해 11월 2일 구단주 회의의 결과 라쿠텐의 참가가 결정됐다(2004년 일본 프로 야구 재편 문제를 참고). 이로 인해 2005년 시즌 이후에도 6개 구단의 체제가 유지될 수 있게 되어 현재까지 이르고 있다. 참고로 센트럴 리그의 주요 구단이 경영 주체의 바뀜없이 계속 이어온 것에 반해 퍼시픽 리그는 오사카 긴테쓰 버펄로스의 소멸에 의해 퍼시픽 리그의 창설된 이래 구단 운영 회사의 교체를 겪지 않은 구단은 신생 구단인 도호쿠 라쿠텐 골든이글스가 유일하다.
퍼시픽 리그의 각 구단은 이 반성을 교훈삼아 여러 가지의 지역 밀착 방침을 내세웠다. 이미 가와사키에서 지바로 이전돼 있었지만 관객 동원수가 부진한 지바 롯데 마린스는 행정 측과 협력해 지바 마린 스타디움의 ‘볼파크화 구상’을 본격적으로 내세웠고 팬들의 열렬한 응원이나 독특한 구단 스타일을 만들어 내는 등 2005년에는 31년 만에 일본 시리즈 우승에 성공했고 5년 후인 2010년에도 다시 일본 시리즈 우승을 달성했다. 도쿄 돔을 홈구장으로 사용하고 있었던 시절 관객 동원수에 침체를 겪고 있던 닛폰햄은 2004년에 지금까지 프로 야구 구단이 없었던 홋카이도에 연고지를 이전했다. 애초에 홋카이도에서는 오랫동안 요미우리전 중심이 된 TV 중계의 영향도 있어 요미우리팬층이 압도적으로 많아 새로운 팬을 확보하기엔 어려울 것이라는 예상도 있었지만 현지 언론과 지방 자치 단체의 지원을 시작으로 연고지 이전한 후의 구단과 감독, 그리고 선수들에 의한 팬 확보의 노력에 의해 기존 야구 팬을 중심으로 지금까지 야구에 관심이 없었던 여성층과 다양한 연령층을 겨냥하여 팬의 정착화에 성공했다.
연고지 이전을 계기로 불과 3년 만에 오랫동안 멀어지고 있었던 리그 우승과 동시에 일본 시리즈 우승을 달성했고 이듬해 2007년에는 리그 연패를 달성하여 근년에 우승 경쟁에도 가세하는 등 비약적인 변화를 이루었다. 당시 다이에와 지바 롯데 등에 이어 닛폰햄이 프로 야구 구단이 없었던 지역으로 이전하면서 경지를 열었고 결과를 낸 것에 의해서 프랜차이즈 구단이 지역에 가져오는 효과나 구단에 가져온 변화 등 지역 밀착 스타일이 최대의 이슈로 다시 떠오르게 됐다. 또, 2005년에는 라쿠텐이 참가하면서 경영진이 쇄신된 세이부는 2008년부터 구단명을 ‘사이타마’로 내걸어 사이타마현내에서 주최 경기를 실시하는 등 지역 밀착에 대한 자세를 밝혀 새로운 지역 밀착형 리그로서의 형태가 확립됐다. 2005년부터는 센트럴 리그와의 교류전을 시작했다.
2009년 1월 1일에 개정된 일본 프로패셔널 야구 협약 발효에 의해 연맹 사무국과 직하의 심판부·기록부는 커미셔너 사무국, 센트럴 리그 사무국과 통합되어 커미셔너 직속의 ‘심판부’, ‘기록부’, ‘퍼시픽 리그 운영부’가 되면서 리그 회장직은 폐지됐다(센트럴 리그와는 같이 ‘센트럴 리그 운영부’가 있다).

### 2010년대
이하는 실제 수로 발표된 2005년 이후의 페넌트레이스(리그전+센트럴·퍼시픽 교류전) 주최 경기(홈 경기)에서 한 경기당 평균 관중수(사람/경기)의 변화를 나타낸 것이다. 2017년 시즌에는 평균 관중수의 상위 3팀이 삿센히로후쿠(지방 중추 도시)에 소재하는 지방 구단(★)으로 하위 3팀이 3대 도시권에 속하는 팀이 됐다.

## 소속 구단

### 목록
|  | 구단                       | 일본어·영어 표기                                            | 보호 지역  | 창단 연도 | 홈구장                                                        | 팀 컬러 |
|  | -------------------------- | ----------------------------------------------------------- | ---------- | --------- | ------------------------------------------------------------- | ------- |
|  | 홋카이도 닛폰햄 파이터스   | 北海道日本ハムファイターズ (Hokkaido Nippon-Ham Fighters)   | 홋카이도   | 1946년    | 에스콘 필드 HOKKAIDO (기타히로시마시)                         |         |
|  | 도호쿠 라쿠텐 골든이글스   | 東北楽天ゴールデンイーグルス (Tohoku Rakuten Golden Eagles) | 미야기현   | 2005년    | 미야기 구장 (라쿠텐 모바일 파크 미야기) (센다이시 미야기노구) |         |
|  | 사이타마 세이부 라이온스   | 埼玉西武ライオンズ (Saitama Seibu Lions)                    | 사이타마현 | 1950년    | 세이부 돔 (베루나 돔) (도코로자와시)                          |         |
|  | 지바 롯데 마린스           | 千葉ロッテマリーンズ (Chiba Lotte Marines)                  | 지바현     | 1950년    | 지바 마린 스타디움 (ZOZO 마린 스타디움) (지바시 미하마구)     |         |
|  | 오릭스 버펄로스            | オリックス・バファローズ (Orix Buffaloes)                   | 오사카부   | 1936년    | 오사카 돔 (교세라 돔 오사카) (오사카시 니시구)                |         |
|  | 후쿠오카 소프트뱅크 호크스 | 福岡ソフトバンクホークス (Fukuoka SoftBank Hawks)           | 후쿠오카현 | 1938년    | 후쿠오카 돔 (미즈호 PayPay 돔 후쿠오카) (후쿠오카시 주오구)   |         |

- 구단 표기 순서는 야구 협약에 명시돼 있는 보호 지역 표기 순서.

### 소속 구단의 이름 변천

#### 현재 존재하는 구단
| 구단                       | 내용 |
| -------------------------- | --- |
| 오릭스 버펄로스            | - 1936년 1월 23일에 한신 급행 전철(현재의 한큐 전철)을 운영 모체로서 한큐군(阪急軍, 한큐 직업 야구단)을 결성, 다카라즈카 구장을 홈구장으로 하였음. - 1937년, 홈구장을 한큐 니시노미야 구장에 이전. - 1947년, 팀 이름을 한큐 베어스(阪急ベアーズ)로 변경 - 시즌 중에 팀 이름을 한큐 브레이브스(阪急ブレーブズ)로 변경하였음. - 1988년, 한큐 전철이 오리엔트 리스(현재의 오릭스)에 구단을 매각함. - 1989년, 팀 이름을 오릭스 브레이브스(オリックス・ブレーブス)로 변경. - 1991년, 팀 이름을 오릭스 블루웨이브(オリックス・ブルーウェーブ)로 변경, 홈구장을 고베 종합 운동 공원 야구장(현: 홋토못토 필드 고베)으로 이전. - 2004년, 시즌 종료 후에 오사카 긴테쓰 버펄로스와 합병. - 2005년, 팀 이름을 오릭스 버펄로스(オリックス・バファローズ)로 변경, 더블 프랜차이즈제를 채택하였음. - 2007년, 교세라 돔 오사카를 홈구장으로 하였고, 고베 종합 운동 공원 야구장을 준본거지로 하였음. |
| 후쿠오카 소프트뱅크 호크스 | - 1938년 3월 29일에 난카이 철도(현재의 난카이 전기 철도)를 운영 모체로 한 난카이군(南海軍)이 일본 야구 연맹에 가입, 사카이오하마 구장을 홈구장으로 하였음. - 1939년, 나카모즈 구장을 홈구장으로 하였음. - 1944년, 육상 교통 사업 조정법에 따르는 긴키 닛폰 철도의 출범(난카이 철도와 간사이 급행 철도와의 합병 기업)에 의해서 시즌 중에 팀 이름을 긴키니혼군(近畿日本軍)으로 변경됨. - 1946년, 팀 이름을 그레이트 링(グレートリング)으로 변경. - 1947년, 긴키 닛폰 철도에 의한 난카이 전기 철도에의 사업 매각에 의하여 시즌 중에 팀 이름을 난카이 호크스(南海ホークス)로 변경. - 1948년, 홈구장을 한신 고시엔 구장으로 이전함. - 1950년, 홈구장을 오사카 구장으로 이전함. - 1988년, 난카이 전기 철도의 구단 주식 매각에 의해 다이에가 경영권을 가짐. - 1989년, 팀 이름을 후쿠오카 다이에 호크스(福岡ダイエーホークス)로 변경, 홈구장을 헤이와다이 야구장으로 이전함. - 1993년, 홈구장을 후쿠오카 돔(현: 후쿠오카 PayPay 돔)으로 이전함. - 2005년, 다이에의 구단 주식 매각에 의해 소프트뱅크가 경영권을 가지면서 구단명을 후쿠오카 소프트뱅크 호크스(福岡ソフトバンクホークス)로 변경. |
| 사이타마 세이부 라이온스   | - 1949년 11월 26일에 서일본 철도를 운영 모체로 한 니시테쓰 클리퍼스(西鉄クリッパース)가 퍼시픽 리그에 가입, 헤이와다이 야구장을 홈구장으로 하였음. - 1951년, 시즌 개막 전에 니시닛폰 파이레츠와 합병하면서 팀 이름을 니시테쓰 라이온스(西鉄ライオンズ)로 변경. - 1972년, 나카무라 나가요시(롯데 오리온스 구단주)가 구단을 매수하면서 다이헤이요 클럽과의 제휴를 표명. - 1973년, 팀 이름을 다이헤이요 클럽 라이온스(太平洋クラブライオンズ)로 변경. - 1976년, 크라운 가스 라이터와의 제휴를 표명. - 1977년, 팀 이름을 크라운라이터 라이온스(クラウンライターライオンズ)로 변경. - 1978년, 국토 계획(세이부 철도의 예전 회사)이 구단을 매수. - 1979년, 팀 이름을 세이부 라이온스(西武ライオンズ)로 변경, 홈구장을 세이부 라이온스 구장으로 이전. - 1999년, 세이부 라이온스 구장의 돔 공사가 완료되면서 세이부 돔이 되었음. - 2008년, 팀 이름을 사이타마 세이부 라이온스(埼玉西武ライオンズ)로 변경. |
| 홋카이도 닛폰햄 파이터스   | - 1945년 11월 6일에 세네터스(セネタース)가 일본 야구 연맹에 가입. - 1946년, 도쿄 급행 전철이 경영권을 가짐. - 1947년, 팀 이름을 도큐 플라이어스(東急フライヤーズ)로 변경. - 1948년, 다이에이 야구가 경영 참가를 표명하면서 팀 이름을 규에이 플라이어스(急映フライヤーズ)로 변경, 고라쿠엔 구장을 홈구장으로 하였음. - 1949년, 다이에이 야구의 경영 철퇴에 의해 팀 이름을 도큐 플라이어스로 재변경. - 1953년, 시즌 중에 홈구장을 고마자와 야구장으로 이전. - 1954년, 도에이에 구단 경영을 위탁하면서 팀 이름을 도에이 플라이어스(東映フライヤーズ)로 변경. - 1962년, 홈구장을 메이지 진구 야구장으로 이전. - 1964년, 고라쿠엔 구장에 홈구장을 재이전하였음. - 1973년, 도에이의 구단 주식 매각에 의해 닛타쿠홈이 경영권을 가졌고, 팀 이름을 닛타쿠홈 플라이어스(日拓ホームフライヤーズ)로 변경, 같은 해 시즌 종료 후 닛타쿠홈이 구단 주식 매각하면서 닛폰햄이 경영권을 가짐. - 1974년, 팀 이름을 닛폰햄 파이터스(日本ハムファイターズ)로 변경. - 1988년, 철거된 고라쿠엔 경륜장 부지에 개장한 도쿄 돔에 홈구장을 이전함. - 2004년, 홋카이도로 연고지를 이전한 것에 의해 팀 이름을 홋카이도 닛폰햄 파이터스(北海道日本ハムファイターズ)로 변경했고, 홈구장을 삿포로 돔으로 이전함. - 2023년, ES CON FIELD HOKKAIDO로 홈구장을 이전 |
| 지바 롯데 마린스           | - 1949년 11월 26일에 마이니치 신문사를 운영 모체로 한 마이니치 오리온스(毎日オリオンズ)가 퍼시픽 리그에 가입하면서 고라쿠엔 구장을 홈구장으로 하였음. - 1957년, 시즌 종료 후에 다이에이 유니온스와 합병. - 1958년, 팀 이름을 마이니치 다이에이 오리온스(毎日大映オリオンズ)로 변경. - 1962년, 시즌 중에 홈구장을 도쿄 스타디움으로 이전. - 1964년, 팀 이름을 도쿄 오리온스(東京オリオンズ)로 변경. - 1969년, 롯데가 경영 참가를 표명하면서 팀 이름을 롯데 오리온스(ロッテオリオンズ)로 변경. - 1973년, 홈구장을 미야기 구장으로 이전. - 1978년, 홈구장을 가와사키 구장으로 이전. - 1992년, 지바현으로 연고지를 이전한 것에 의해 구단명을 지바 롯데 마린스(千葉ロッテマリーンズ)로 변경, 홈구장을 지바 마린 스타디움(현: ZOZO 마린 스타디움)으로 이전. |
| 도호쿠 라쿠텐 골든이글스   | - 2004년 11월 2일에 라쿠텐을 운영 모체로 한 도호쿠 라쿠텐 골든이글스(東北楽天ゴールデンイーグルス)가 퍼시픽 리그에 가입하면서 미야기 구장을 홈구장으로 하였음. |

- 모회사의 기업명, 본거지의 팀 이름은 모두 당시의 것으로 의미함.
- 팀 이름의 변경 연도는 변경 후의 첫 해 시즌을 기점으로 표기.

#### 과거에 존재했던 구단
| 구단                                     | 일본어·영어 표기                                | 창단 연도 | 우승 횟수 | 경기 | 승리 | 패전 | 무승부 | 승률 |
| ---------------------------------------- | ----------------------------------------------- | --------- | --------- | ---- | ---- | ---- | ------ | ---- |
| 오사카 긴테쓰 버펄로스 (1950년 ~ 2004년) | 大阪近鉄バファローズ (Osaka Kintetsu Buffaloes) | 1949년    | 4         | 7119 | 3261 | 3720 | 271    | .467 |
| 다이에이 유니온스 (1950년 ~ 1957년)      | 大映ユニオンズ (Daiei Unions)                   | 1946년    | 0         | 1029 | 415  | 586  | 28     | .415 |
| 다카하시 유니온스 (1954년 ~ 1956년)      | 高橋ユニオンズ (Takahashi Unions)               | 1954년    | 0         | 435  | 147  | 280  | 8      | .344 |

- 성적은 리그가 결성된 1950년 이후의 기준.

##### 과거에 존재했던 구단의 변천
| 구단                   | 내용 |
| ---------------------- | --- |
| 다이에이 유니온스      | - 1946년 2월 18일에 골드 스타(ゴールドスター)가 일본 야구 연맹에 가입, 고라쿠엔 구장을 홈구장으로 하였음. - 1947년, 팀 이름을 긴세이 스타스(金星スターズ)로 변경. - 1949년, 다이에이가 구단을 매수하면서 구단명을 다이에이 스타스(大映スターズ)로 변경. - 1957년, 시즌 개막 전에 다카하시 유니온스와 합병, 구단명을 다이에이 유니온스(大映ユニオンズ)로 변경, 같은 해 시즌 종료 후 마이니치 오리온스와 합병하면서 팀 이름은 마이니치 다이에이 오리온스(毎日大映オリオンズ)가 되었음. |
| 오사카 긴테쓰 버펄로스 | - 1949년 11월 26일에 긴키 닛폰 철도를 운영 모체로 한 긴테쓰 펄스(近鉄パールス)가 퍼시픽 리그에 가입, 후지이데라 구장을 홈구장으로 하였음. - 1950년, 시즌 도중 홈구장을 오사카 구장으로 이전. - 1958년, 홈구장을 닛폰 생명 구장으로 이전. - 1959년, 팀 이름을 긴테쓰 버팔로(近鉄バファロー)로 변경. - 1962년, 팀 이름을 긴테쓰 버펄로스(近鉄バファローズ)로 변경. - 1984년, 후지이데라 구장에 홈구장을 재이전함. - 1997년, 홈구장을 오사카 돔으로 이전. - 1999년, 팀 이름을 오사카 긴테쓰 버펄로스(大阪近鉄バファローズ)로 변경. - 2004년, 시즌 종료 후 오릭스 블루웨이브와 합병하면서 팀 이름은 오릭스 버펄로스가 되었음. |
| 다카하시 유니온스      | - 1954년 2월 4일에 다카하시 유니온스가 퍼시픽 리그에 가입하면서 가와사키 구장을 홈구장으로 하였음. - 1955년, 톰보연필과의 제휴를 표명하면서 구단명을 톰보 유니온스(トンボユニオンズ)로 변경. - 1956년, 톰보연필의 경영 철퇴에 의해 팀 이름을 다카하시 유니온스로 재변경되었고 같은 해 시즌 개막 전에 다이에이 스타스와 합병하면서 팀 이름은 다이에이 유니온스가 되었음. |

- 모회사의 기업명, 본거지의 팀 이름은 모두 당시의 것으로 의미함.
- 팀 이름의 변경 연도는 변경 후의 첫 해 시즌을 기점으로 표기.

## 경기 방식

### 팀당 배당 경기 수
1952년 프로 야구 연고지 제도가 시작된 이후 홈경기 및 어웨이 경기 방식으로 반반씩 치르는 방식이 원칙이었음.
- 1950년 ~ 1951년 : 20회(120경기)
- 1952년 : 18회(정규 리그(전 팀 대상)) + 4회(결승: 상위 4팀) ※1
- 1953년 ~ 1955년 : 20회(1953년: 120경기, 1954년·1955년: 140경기)
- 1956년 ~ 1957년 : 22회(1956년: 154경기, 1957년: 132경기)
- 1958년 ~ 1960년 : 26회(130경기)
- 1961년 : 28회(140경기)
- 1962년 : 26회(130경기)
- 1963년 ~ 1964년 : 30회(150경기)
- 1965년 : 28회(140경기)
- 1966년 ~ 1996년 : 26회(130경기)
- 1997년 ~ 2000년 : 27회(135경기) ※2
- 2001년 ~ 2003년 : 28회(140경기)
- 2004년 : 27회(135경기) ※2
- 2005년 ~ 2006년 : 20회 + 교류전(vs 센트럴 리그 6팀) 6회(136경기)
- 2007년 ~ 2014년: 24회 + 교류전(vs 센트럴 리그 6팀) 4회(144경기)
- 2015년 ~ 2019년, 2021년 : 25회 + 교류전(vs 센트럴 리그 6팀) 3회(143경기)
- 2020년 : 24회(120경기)

※1 : 1952년에는 최종 순위의 변동이 생기는 경기에 대해서는 재경기를 가지는 규칙이 있었음.
※2 : 1997년 ~ 2000년, 2004년, 2015년은 할당된 경기수가 홀수였기 때문에, 대전 상대 중 어느 한팀이 홈경기를 하나 더 많이 가졌음.
무승부에 관한 취급
- 무승부 재경기 제도를 실시한 연도 : 1952년, 1955년, 1959년 ~ 1960년, 1962년, 1966년 ~ 1968년
- 무승부를 0.5승으로 두어 승률을 계산한 시즌 : 1956년 ~ 1958년, 1961년

상기 규정상의 대전 횟수이지만 여러 가지 사정에 의해 정규 경기가 일부 중단된 연도가 있다.
- 1951년에는 10월 20일에 개최된 미일야구 대회의 일정상 10월 7일 부로 페넌트레이스를 중단하였음.
- 2004년에는 프로 야구 파업 사태가 일어난 관계로 2경기를 남겨둔 채 페넌트레이스를 종료하였음.

### 지명 타자 제도
1975년 시즌부터 지명 타자 제도(DH제도)를 도입하였다.

### 횟수·시간 제한
| 연도            | 내용 |
| --------------- | --- |
| 1950년 ~ 1951년 | 싱글의 경우에는 시간, 횟수 제한 없음(주간 경기의 경우 일몰까지) 더블헤더 1차전의 연장은 원칙적으로 12회. 단, 야간 경기(황혼녘 포함)는 9회까지. |
| 1952년          | 변칙 더블헤더 1차전은 9회까지. 나머지는 시간, 횟수 무제한 |
| 1953년          | 싱글로 열리는 주간 경기의 경우에는 시간, 횟수 무제한(일몰까지, 이후 1970년까지 동일함). 변칙 더블헤더 1차전은 12회까지. 야간 경기는 23시 45분을 지나면 다음 이닝에 들어가지 않음. |
| 1954년          | 더블헤더 1차전은 연장 12회까지(횟수 제한은 1958년까지 동일함). 야간 경기는 22시 45분을 지나면 다음 이닝에 들어가지 않음. |
| 1955년 ~ 1958년 | 야간 경기는 22시 15분을 지나면 다음 이닝에 들어가지 않음. |
| 1959년 ~ 1960년 | 더블헤더 1차전은 9회까지(연장전 없음). 야간 경기는 22시 30분을 지나면 다음 이닝에 들어가지 않는다(시간 제한은 1964년까지 동일함). |
| 1961년 ~ 1964년 | 더블헤더 1차전은 연장 12회까지(횟수 제한은 1965년에도 동일함). |
| 1965년          | 야간 경기는 22시 15분을 지나면 다음 이닝에 들어가지 않는다(시간 제한은 1967년까지 동일함). |
| 1966년 ~ 1967년 | 더블헤더 1차전은 연장 11회까지. |
| 1968년 ~ 1970년 | 더블헤더 1차전은 연장 12회까지. 야간 경기는 22시 20분을 지나면 다음 이닝에 들어가지 않는다. |
| 1971년 ~ 1973년 | 더블헤더 1차전은 연장 11회까지. 그 외의 경기(더블헤더 2차전 포함)는 경기 시작 3시간 20분이 경과하면 다음 이닝에 들어가지 않는다. 단, 이하의 규정이 있다. (1) 19시 이후에 시작되는 경우에는 경과 시간에 상관없이 22시 20분을 지나면 다음 이닝에 들어가지 않는다. (2) 9회를 채우지 못하고 시간 제한에 걸린 경우에도 9회까지는 반드시 경기를 치른다. |
| 1974년 ~ 1987년 | 더블헤더 1차전은 9회까지. 그 외의 경기는 원칙적으로 경기 시작 3시간이 경과하면 다음 이닝에 들어가지 않는다. 단, 이하의 규정이 있다. (1) 19시 이후에 시작되는 경우에는 경과 시간에 상관없이 22시를 지나면 다음 이닝에 들어가지 않는다. (2) 9회를 채우지 못하고 시간 제한에 걸린 경우에도 9회까지는 반드시 경기를 치른다.                           |
| 1988년 ~ 1989년 | 더블헤더 1차전은 9회, 그 외에는 원칙적으로 연장 12회까지. 단, 이하의 규정이 있다. (1) 경기 개시(개시 시각과 무관)로부터 4시간이 경과했을 경우에는 12회를 채우지 못했더라도 다음 이닝에 들어가지 않는다. (2) 9회를 채우지 못하고 시간 제한에 걸린 경우에도 9회까지는 반드시 경기를 치른다.                                                         |
| 1990년 ~ 1993년 | 연장 12회까지. 단, 이하의 규정이 있다. (1) 경기 개시(개시 시각과 무관)로부터 4시간이 경과했을 경우에는 12회를 채우지 못했더라도 다음 이닝에 들어가지 않는다. (2) 9회를 채우지 못하고 시간 제한에 걸린 경우에도 9회까지는 반드시 경기를 치른다. |
| 1994년 ~ 2010년 | 연장 12회까지 시간 제한은 없음 |
| 2011년 ~ 2012년 | 연장 12회까지. 단, 동일본 대지진에 따른 절전 대책의 일환으로 다음과 같은 규정이 있다. (1) 경기 개시로부터 3시간 30분(우천 등에 따른 중단 시간도 포함)이 경과했을 경우에는 다음 이닝에 들어가지 않는다. (2) 9회를 채우지 못하고 시간 제한에 걸렸을 경우라도 9회까지는 경기를 치른다. ※단, 클라이맥스 시리즈에서는 제한 없음.                       |
| 2013년 ~ 2019년 | 연장 12회까지 시간 제한 없음. |
| 2020년          | 연장 10회까지 시간 제한 없음. |
| 2021년          | 연장 없음, 시간 제한 없음. |

### 기타
- 1952년 시즌은 정규 리그가 끝난 직후에 상위 4개팀으로 결승 리그를 치렀다.
- 1973년 ~ 1982년까지는 전·후기 리그의 두 시즌 제도를 두면서 각 시즌의 우승 팀으로 5전 3선승제의 플레이오프를 치러 리그 우승 팀을 결정하였다.
- 2004년 ~ 2006년까지는 정규 리그의 상위 3팀이 결승 토너먼트를 치른다(일본 프로 야구 플레이오프 제도#퍼시픽 리그를 참조).

1. 2004년과 2005년까지는 1위팀과 2위팀의 승차가 5게임 이상으로 벌어지면 1위팀에 1승 어드밴티지가 주어졌으나 2006년에는 승차와 관계없이 1위팀에 1승 어드밴티지를 주었다.
2. 동률 1위팀이 2팀일 경우 제 1스테이지는 열리지 않고(즉 3위팀은 탈락이다.)전년도 순위가 높았던 팀의 홈구장에서 5전 3선승제 플레이오프를 치른다.
3. 동률 3위팀이 2팀일 경우 전년도 순위가 높았던 팀의 홈구장에서 이닝 무제한 단판 경기로 3위 결정전을 치른다.

- 2007년부터는 클라이맥스 시리즈의 도입에 의해 아래의 내용은 다음과 같다(클라이맥스 시리즈의 결과에 관계없이 정규 시즌의 순위가 리그 확정 순위가 된다).

1. 정규 시즌의 승률
2. 1번이 동률인 경우 승수가 많은 팀이 상위
3. 2번과 같은 경우 해당 팀간의 직접 상대하면서 승률이 높은 순
4. 3번에도 동률인 경우 작년도 순위의 상위

플레이오프 제도에 대한 자세한 내용은 일본 프로 야구 플레이오프 제도#퍼시픽 리그의 항목을 참조.

## 역대 리그 우승 구단
- 굵은 글씨는 그해 일본 시리즈 우승을 의미함.

| 연도   | 소속                       | 감독              | 시즌 성적      |
| ------ | -------------------------- | ----------------- | -------------- |
| 1950년 | 마이니치 오리온스          | 유아사 요시오     | 81승 5무 34패  |
| 1951년 | 난카이 호크스              | 야마모토 가즈토   | 72승 8무 24패  |
| 1952년 | 난카이 호크스              | 야마모토 가즈토   | 76승 1무 44패  |
| 1953년 | 난카이 호크스              | 야마모토 가즈토   | 71승 1무 48패  |
| 1954년 | 니시테쓰 라이온스          | 미하라 오사무     | 90승 3무 47패  |
| 1955년 | 난카이 호크스              | 야마모토 가즈토   | 99승 3무 41패  |
| 1956년 | 니시테쓰 라이온스          | 미하라 오사무     | 96승 7무 51패  |
| 1957년 | 니시테쓰 라이온스          | 미하라 오사무     | 83승 5무 44패  |
| 1958년 | 니시테쓰 라이온스          | 미하라 오사무     | 78승 5무 47패  |
| 1959년 | 난카이 호크스              | 쓰루오카 가즈토   | 88승 4무 42패  |
| 1960년 | 다이마이 오리온스          | 니시모토 유키오   | 82승 3무 48패  |
| 1961년 | 난카이 호크스              | 쓰루오카 가즈토   | 85승 6무 49패  |
| 1962년 | 도에이 플라이어스          | 미즈하라 시게루   | 78승 3무 52패  |
| 1963년 | 니시테쓰 라이온스          | 나카니시 후토시   | 86승 4무 60패  |
| 1964년 | 난카이 호크스              | 쓰루오카 가즈토   | 84승 3무 63패  |
| 1965년 | 난카이 호크스              | 쓰루오카 가즈토   | 88승 3무 49패  |
| 1966년 | 난카이 호크스              | 쓰루오카 가즈토   | 79승 3무 51패  |
| 1967년 | 한큐 브레이브스            | 니시모토 유키오   | 75승 4무 55패  |
| 1968년 | 한큐 브레이브스            | 니시모토 유키오   | 80승 4무 50패  |
| 1969년 | 한큐 브레이브스            | 니시모토 유키오   | 76승 4무 50패  |
| 1970년 | 롯데 오리온스              | 노닌 와타루       | 80승 3무 47패  |
| 1971년 | 한큐 브레이브스            | 니시모토 유키오   | 80승 11무 39패 |
| 1972년 | 한큐 브레이브스            | 니시모토 유키오   | 80승 2무 48패  |
| 1973년 | 난카이 호크스              | 노무라 가쓰야     | 68승 4무 58패  |
| 1974년 | 롯데 오리온스              | 가네다 마사이치   | 69승 11무 50패 |
| 1975년 | 한큐 브레이브스            | 우에다 도시하루   | 64승 7무 59패  |
| 1976년 | 한큐 브레이브스            | 우에다 도시하루   | 79승 6무 45패  |
| 1977년 | 한큐 브레이브스            | 우에다 도시하루   | 69승 10무 51패 |
| 1978년 | 한큐 브레이브스            | 우에다 도시하루   | 82승 9무 39패  |
| 1979년 | 긴테쓰 버펄로스            | 니시모토 유키오   | 74승 11무 45패 |
| 1980년 | 긴테쓰 버펄로스            | 니시모토 유키오   | 68승 8무 54패  |
| 1981년 | 닛폰햄 파이터스            | 오사와 게이지     | 68승 8무 54패  |
| 1982년 | 세이부 라이온스            | 히로오카 다쓰로   | 68승 4무 58패  |
| 1983년 | 세이부 라이온스            | 히로오카 다쓰로   | 86승 4무 40패  |
| 1984년 | 한큐 브레이브스            | 우에다 도시하루   | 75승 10무 45패 |
| 1985년 | 세이부 라이온스            | 히로오카 다쓰로   | 79승 6무 45패  |
| 1986년 | 세이부 라이온스            | 모리 마사아키     | 68승 13무 49패 |
| 1987년 | 세이부 라이온스            | 모리 마사아키     | 71승 14무 45패 |
| 1988년 | 세이부 라이온스            | 모리 마사아키     | 73승 6무 51패  |
| 1989년 | 긴테쓰 버펄로스            | 오기 아키라       | 71승 5무 54패  |
| 1990년 | 세이부 라이온스            | 모리 마사아키     | 81승 4무 45패  |
| 1991년 | 세이부 라이온스            | 모리 마사아키     | 81승 6무 43패  |
| 1992년 | 세이부 라이온스            | 모리 마사아키     | 80승 3무 47패  |
| 1993년 | 세이부 라이온스            | 모리 마사아키     | 74승 3무 53패  |
| 1994년 | 세이부 라이온스            | 모리 마사아키     | 76승 2무 52패  |
| 1995년 | 오릭스 블루웨이브          | 오기 아키라       | 82승 1무 47패  |
| 1996년 | 오릭스 블루웨이브          | 오기 아키라       | 74승 6무 50패  |
| 1997년 | 세이부 라이온스            | 히가시오 오사무   | 76승 3무 56패  |
| 1998년 | 세이부 라이온스            | 히가시오 오사무   | 70승 4무 61패  |
| 1999년 | 후쿠오카 다이에 호크스     | 오 사다하루       | 78승 3무 54패  |
| 2000년 | 후쿠오카 다이에 호크스     | 오 사다하루       | 73승 2무 60패  |
| 2001년 | 오사카 긴테쓰 버펄로스     | 나시다 마사타카   | 78승 2무 60패  |
| 2002년 | 세이부 라이온스            | 이하라 하루키     | 90승 1무 49패  |
| 2003년 | 후쿠오카 다이에 호크스     | 오 사다하루       | 82승 3무 55패  |
| 2004년 | 세이부 라이온스            | 이토 쓰토무       | 74승 1무 58패  |
| 2005년 | 지바 롯데 마린스           | 바비 밸런타인     | 84승 3무 49패  |
| 2006년 | 홋카이도 닛폰햄 파이터스   | 트레이 힐만       | 82승 54패      |
| 2007년 | 홋카이도 닛폰햄 파이터스   | 트레이 힐만       | 79승 5무 60패  |
| 2008년 | 사이타마 세이부 라이온스   | 와타나베 히사노부 | 76승 4무 64패  |
| 2009년 | 홋카이도 닛폰햄 파이터스   | 나시다 마사타카   | 82승 2무 60패  |
| 2010년 | 후쿠오카 소프트뱅크 호크스 | 아키야마 고지     | 76승 5무 63패  |
| 2011년 | 후쿠오카 소프트뱅크 호크스 | 아키야마 고지     | 88승 10무 46패 |
| 2012년 | 홋카이도 닛폰햄 파이터스   | 구리야마 히데키   | 74승 11무 59패 |
| 2013년 | 도호쿠 라쿠텐 골든이글스   | 호시노 센이치     | 82승 3무 59패  |
| 2014년 | 후쿠오카 소프트뱅크 호크스 | 아키야마 고지     | 78승 6무 60패  |
| 2015년 | 후쿠오카 소프트뱅크 호크스 | 구도 기미야스     | 90승 4무 49패  |
| 2016년 | 홋카이도 닛폰햄 파이터스   | 구리야마 히데키   | 87승 3무 53패  |
| 2017년 | 후쿠오카 소프트뱅크 호크스 | 구도 기미야스     | 94승 49패      |
| 2018년 | 사이타마 세이부 라이온스   | 쓰지 하쓰히코     | 88승 2무 53패  |
| 2019년 | 사이타마 세이부 라이온스   | 쓰지 하쓰히코     | 80승 1무 62패  |
| 2020년 | 후쿠오카 소프트뱅크 호크스 | 구도 기미야스     | 73승 5무 42패  |
| 2021년 | 오릭스 버펄로스            | 나카지마 사토시   | 70승 18무 55패 |
| 2022년 | 오릭스 버펄로스            | 나카지마 사토시   | 76승 2무 65패  |
| 2023년 | 오릭스 버펄로스            | 나카지마 사토시   | 86승 4무 53패  |
| 2024년 | 후쿠오카 소프트뱅크 호크스 | 고쿠보 히로키     | 91승 3무 49패  |

1. 1973년 ~ 1982년은 전·후기 리그의 우승 팀의 최종 리그 결과.
2. 2004년 ~ 2006년은 플레이오프 우승 팀의 1위.

### 1973년 ~ 1982년까지의 전·후기 리그 순위
| 연도   | 期 | 1위    | 2위           | 3위           | 4위               | 5위               | 6위        |
| ------ | -- | ------ | ------------- | ------------- | ----------------- | ----------------- | ---------- |
| 1973년 | 전 | 난카이 | 롯데          | 한큐          | 다이헤이요        | 닛타쿠            | 긴테쓰     |
| 1973년 | 후 | 한큐   | 롯데          | 난카이·닛타쿠 | 난카이·닛타쿠     | 다이헤이요        | 긴테쓰     |
| 1974년 | 전 | 한큐   | 롯데          | 다이헤이요    | 난카이            | 긴테쓰            | 닛폰햄     |
| 1974년 | 후 | 롯데   | 난카이        | 한큐          | 다이헤이요·긴테쓰 | 다이헤이요·긴테쓰 | 닛폰햄     |
| 1975년 | 전 | 한큐   | 긴테쓰        | 다이헤이요    | 닛폰햄            | 난카이            | 롯데       |
| 1975년 | 후 | 긴테쓰 | 롯데          | 난카이        | 다이헤이요·닛폰햄 | 다이헤이요·닛폰햄 | 한큐       |
| 1976년 | 전 | 한큐   | 난카이        | 롯데          | 닛폰햄            | 긴테쓰            | 다이헤이요 |
| 1976년 | 후 | 한큐   | 난카이        | 롯데          | 긴테쓰            | 닛폰햄            | 다이헤이요 |
| 1977년 | 전 | 한큐   | 난카이        | 긴테쓰        | 닛폰햄            | 롯데              | 크라운     |
| 1977년 | 후 | 롯데   | 한큐          | 난카이        | 닛폰햄            | 크라운            | 긴테쓰     |
| 1978년 | 전 | 한큐   | 긴테쓰        | 닛폰햄        | 크라운            | 롯데              | 난카이     |
| 1978년 | 후 | 한큐   | 긴테쓰        | 롯데          | 닛폰햄            | 크라운            | 난카이     |
| 1979년 | 전 | 긴테쓰 | 한큐          | 닛폰햄        | 롯데              | 난카이            | 세이부     |
| 1979년 | 후 | 한큐   | 긴테쓰        | 롯데          | 닛폰햄            | 세이부            | 난카이     |
| 1980년 | 전 | 롯데   | 긴테쓰·닛폰햄 | 긴테쓰·닛폰햄 | 한큐              | 난카이            | 세이부     |
| 1980년 | 후 | 긴테쓰 | 닛폰햄        | 롯데          | 세이부            | 한큐              | 난카이     |
| 1981년 | 전 | 롯데   | 세이부        | 한큐          | 닛폰햄            | 난카이            | 긴테쓰     |
| 1981년 | 후 | 닛폰햄 | 한큐          | 롯데          | 긴테쓰            | 세이부            | 난카이     |
| 1982년 | 전 | 세이부 | 한큐          | 긴테쓰        | 닛폰햄            | 롯데              | 난카이     |
| 1982년 | 후 | 닛폰햄 | 긴테쓰        | 세이부        | 롯데              | 한큐              | 난카이     |

### 2004년 ~ 2006년의 정규 시즌 승률 상위팀
- 2004년 - 후쿠오카 다이에 호크스 (※)
- 2005년 - 후쿠오카 소프트뱅크 호크스 (※)
- 2006년 - 홋카이도 닛폰햄 파이터스(완전 우승)

(※)동일한 팀이며, 2005년에 구단 매각을 위해 팀을 개명.

## 우승 연도와 우승 횟수
| 구단                       | 우승 연도 | 횟수 |
| -------------------------- | --- | ---- |
| 사이타마 세이부 라이온스   | 1954, 1956, 1957, 1958, 1963, 1982, 1983, 1985, 1986, 1987, 1988, 1990, 1991, 1992, 1993, 1994, 1997, 1998, 2002, 2004, 2008, 2018, 2019 | 23회 |
| 후쿠오카 소프트뱅크 호크스 | 1951, 1952, 1953, 1955, 1959, 1961, 1964, 1965, 1966, 1973, 1999, 2000, 2003, 2010, 2011, 2014, 2015, 2017, 2020, 2024                   | 20회 |
| 오릭스 버펄로스            | 1967, 1968, 1969, 1971, 1972, 1975, 1976, 1977, 1978, 1984, 1995, 1996, 2021, 2022, 2023                                                 | 15회 |
| 홋카이도 닛폰햄 파이터스   | 1962, 1981, 2006, 2007, 2009, 2012, 2016                                                                                                 | 7회  |
| 지바 롯데 마린스           | 1950, 1960, 1970, 1974, 2005 | 5회  |
| 도호쿠 라쿠텐 골든이글스   | 2013 | 1회  |

- 굵은 글씨는 일본 시리즈 우승 연도

### 과거에 존재했던 퍼시픽 리그 구단의 우승 연도·횟수
| 구단                   | 우승 연도              | 횟수 |
| ---------------------- | ---------------------- | ---- |
| 오사카 긴테쓰 버펄로스 | 1979, 1980, 1989, 2001 | 4회  |

## 같이 보기
- 센트럴 리그

### 주해
1. 1 2  코로나19 영향에 따른 감염 방지에 대한 특별 규정이다.

### 출전
1. ↑  1955년에만 톰보 유니온스(トンボユニオンズ)라는 이름을 사용했다.
2. ↑  2017年 セ・パ公式戦 入場者数 - 일본 야구 기구 홈페이지
3. ↑  2007년까지의 잠정 조치로서 오사카 돔(현: 교세라 돔 오사카)과 고베 종합 운동 공원 야구장을 홈구장으로 했다.
4. ↑  다만 1973년에 공식적으로 지역 보호권은 도쿄도에 남으면서 준본거지로 취급되었다. 1974년에 보호권을 잠정적으로 미야기현에 옮겼지만 특례로서 도쿄 도에서도 절반 정도로 개최하는 경우가 있었다.